# Montecatini Val di Cecina
Montecatini Val di Cecina là một đô thị và thị xã của Ý. Đô thị này thuộc tỉnh Pisa trong vùng Toscana. Montecatini Val di Cecina có diện tích 155,19 km2, dân số theo ước tính năm 2010 của Viện thống kê quốc gia Ý là 1908 người. 
Các đơn vị dân cư: Ponteginori, La Sassa, Querceto, Miemo, Casaglia, Gello.
Đô thị Montecatini Val di Cecina giáp với các đô thị:
Nằm khoảng 60 km về phía nam của Pisa, thị trấn thời trung cổ nằm trên la Poggio Croce đồi nhìn ra thung lũng Cecina và cách thị xã đỉnh đồi lớn Volterra khoảng 15 km.
Nông nghiệp địa phương và khu mỏ cũ đồng đã mang lại thịnh vượng cho Montecatini Val di Cecina trong thời Trung cổ đầu. Ngày nay, Montecatini Val di Cecina là dựa vào sự hồi sinh kinh tế thông qua du lịch mặc dù trên một quy mô khiêm tốn.